# The Souvenir
The Souvenir es una película británica de drama, escrita y dirigida por Joanna Hogg. Está protagonizada por Honor Swinton Byrne, Tom Burke y Tilda Swinton. 
La película es una versión semi-ficcionalizada de las propias experiencias de Hogg en la escuela de cine. Byrne interpreta a Julie, una joven adinerada que asiste a una escuela de cine que conoce y desarrolla una relación cada vez más destructiva con un hombre mayor reservado que fomenta su ambición. 
El título se refiere a la pintura del mismo nombre de Jean-Honoré Fragonard, que también aparece en la película. 
Tuvo su estreno mundial en el Festival de Cine de Sundance el 27 de enero de 2019. Fue lanzado en los Estados Unidos el 17 de mayo de 2019, por A24, y en el Reino Unido el 30 de agosto de 2019, por Curzon Artificial Eye.

## Argumento
Julie, una joven que asiste a la escuela de cine, quiere hacer una película sobre un niño, su madre y su vida en la ciudad de Sunderland. Ella vive en un piso con otro estudiante y su novia. Ella conoce a Anthony, un hombre acomodado que trabaja en el Foreign Office, que se muda con ella después de que su compañera de cuarto se muda. Deja una postal con una foto de la niña en "El recuerdo". Más tarde la lleva a la galería donde está colgada la pintura. Julie dice que la niña se ve triste, mientras que Anthony dice que se ve determinada.
Visitan a sus padres en casa, mientras que la madre de Julie, Rosalind, los pone en habitaciones separadas. Anthony tiene que viajar a París, pero regresa con lencería, que le pide a Julie que se ponga. Mientras están en la cama, ella descubre algunas marcas de agujas en su brazo, pero no sospecha de qué son, y él continúa pidiéndole dinero a Julie regularmente. Julie comienza a pagar las facturas de sus restaurantes y se ve obligada a pedir dinero prestado a sus padres. 
Julie y Anthony se van de vacaciones a Venecia. Anthony explica que ha tenido relaciones con otras tres chicas, incluidos viajes a Venecia con al menos una de ellas, que parece haberse suicidado durante el viaje. Julie comienza a darse cuenta cuando Anthony toma heroína y asiste a un grupo de autoayuda.
Una tarde, ella regresa, y encuentra que su departamento ha sido allanado, y que faltan sus valiosas joyas. Anthony luego admite haberlo hecho, pero no quería decirle que evite que se sienta mal. Ella regresa a casa una noche y encuentra a un hombre extraño en su departamento. Ella lo echa y Anthony también se muda. Se vuelven a encontrar y Anthony está limpio. Julie lo invita a volver con ella, pero pronto comienza a usarlo nuevamente. Anthony desaparece, pero más tarde se lo encuentra, muerto por una sobredosis en un baño público.

## Reparto
- Honor Swinton Byrne como Julie.
- Tom Burke como Anthony.
- Tilda Swinton como Rosalind.
- Richard Ayoade como Patrick.
- Jaygann Ayeh como Marland.
- Jack McMullen como Jack.
- Hannah Ashby Ward como Tracey.
- Frankie Wilson como Frankie.
- Barbara Peirson como Madre Anthony.
- James Dodds como Padre Anthony.
- Ariane Labed como Garance.

## Estreno
La película tuvo su estreno mundial en el Festival de Cine de Sundance el 27 de enero de 2019. Anteriormente, A24 y Curzon Artificial Eye adquirieron los derechos de distribución de la película en Estados Unidos y Reino Unido, respectivamente. Fue estrenada en Estados Unidos el 17 de mayo de 2019, y en el Reino Unido el 30 de agosto de 2019.

## Crítica
La película recibió elogios de la crítica en su estreno. En Rotten Tomatoes, la película tiene una calificación de aprobación del 90%, basada en 157 reseñas, con una calificación promedio de 8.17/10. El consenso de críticos del sitio web dice: "Hecho por un cineasta al mando de su oficio y una estrella perfectamente combinada con el material, The Souvenir es un drama de la mayoría de edad impactante". En Metacritic, la película tiene una puntuación promedio ponderada de 92 de 100, basada en 44 críticos, lo que indica "aclamación universal". 
Guy Lodge of Variety escribió: "Muy bien observado en su estudio de un joven artista inspirado, descarrilado y finalmente fortalecido por una relación tóxica, es a la vez la historia de la mayoría de edad de muchas mujeres y un manifiesto creativo específico para una de los escritores directores más singulares del cine británico moderno".

## Secuela
En mayo de 2017, se anunció una secuela, The Souvenir Part II, que se produciría con Swinton Byrne, Swinton, Ayoade y Labed repitiendo sus roles, con Robert Pattinson uniéndose al elenco, aunque más tarde abandonó. A24 la distribuirá. La fotografía principal comenzó en junio de 2019.